# Erecek, Manyas
Erecek là một xã thuộc huyện Manyas, tỉnh Balıkesir, Thổ Nhĩ Kỳ. Dân số thời điểm năm 2010 là 172 người.